# 高钌酸钾
高钌酸钾是一种无机化合物，化学式为KRuO4。它是黑色的晶体，在空气中稳定。它与白钨矿同构。它可用于制备高钌酸四正丁胺及钌的其它含氧酸盐。